# 警視庁航空隊
警視庁航空隊（けいしちょうこうくうたい）は、警視庁警備部に所属し、航空機を運用して警察活動を行う部隊である。2018年11月現在、大中小14機のヘリコプターを運用しており、日本の警察航空隊の中で最も規模が大きい。

## 来歴

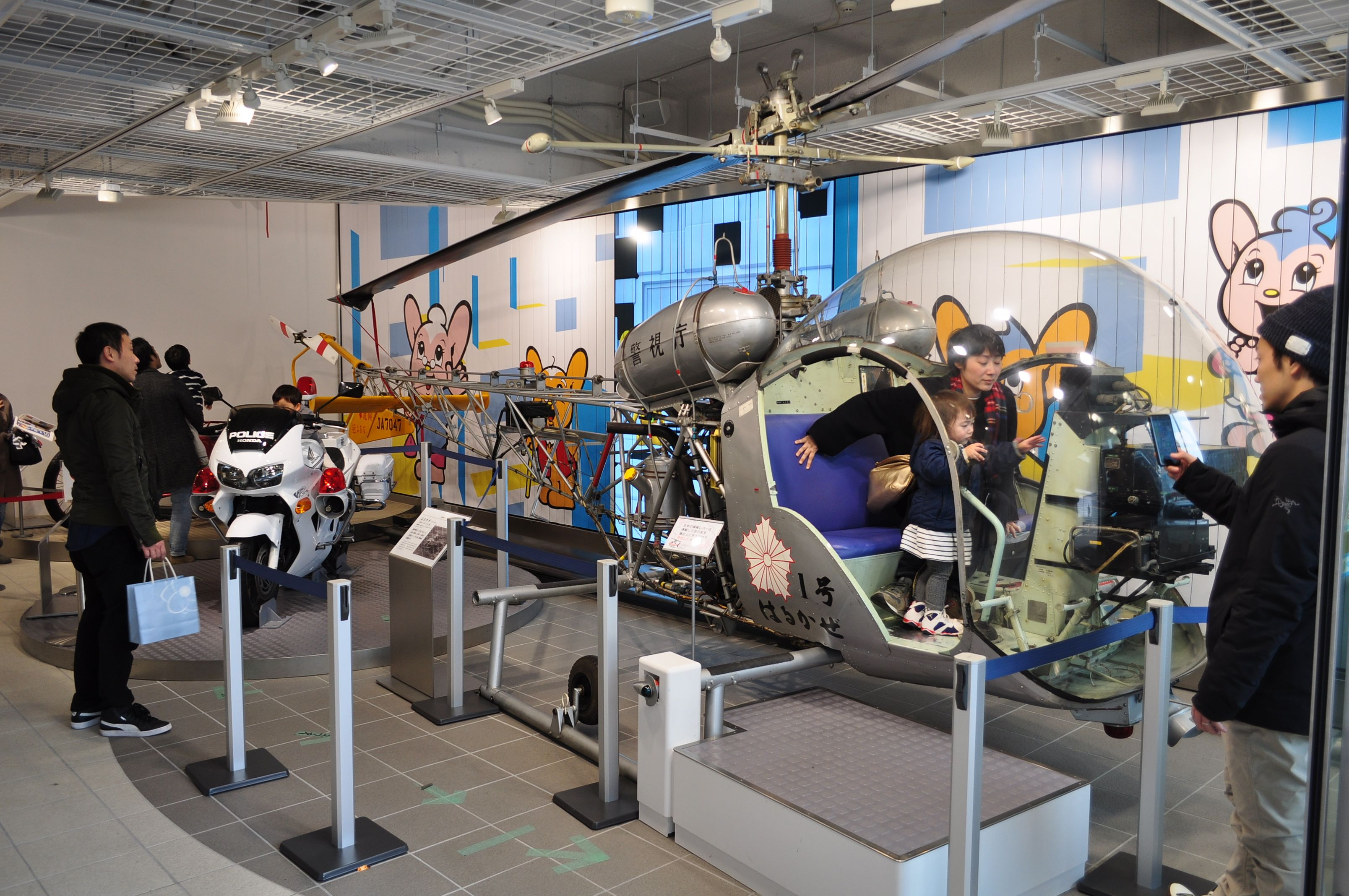
警察博物館で展示される「はるかぜ一号」

昭和30年代に入ると、事件事故などの広域化・スピード化に伴って、警察の機動力強化が求められるようになった。特に交通関係や災害発生時における警戒・救護や、その他の警備などの分野では、広域性と機動力を兼ね備えた立体的な警察活動が強く要請されるようになった。このことから、警視庁では、カナダやアメリカ合衆国などでの警察航空業務の状況や、運輸省航空局や民間航空会社、ヘリコプター製造会社などに対する調査研究を進めるとともに、警察庁や東京都、東京都議会などの関係各所にヘリコプターの配備を働きかけた。
1959年7月の第4回臨時都議会でヘリコプターの導入が承認され、これにより、警視庁は全国の警察に先駆けてヘリコプターを導入することとなった。機種は川崎-ベル47G-2で、同年10月15日に納入され、翌10月16日、九段の警視庁警察学校校庭で命名式が行われた。愛称としては、都民に広く募った結果、1,052件の応募があり、寄せられた292の愛称のなかから「はるかぜ」が採択された。また1960年10月10日には、警察庁から警視庁に対し、都有機の同型機1機が配備されて、「はるかぜ二号」と命名され、都有機は「はるかぜ一号」と改称した。この国有機の配備に伴い、警視庁管内だけでなく、関東および東北管区警察局内の各県公安委員会の出動要請に応ずることを義務付けられた。更に1963年1月10日には川崎-ベル47G3B-KH4 1機が追加されて「はるかぜ三号」と命名されたが、これは同型機の量産初号機であった。また1968年には、中型の富士-ベル204Bを追加導入して、「おおとり」と命名した。1969年の時点ではこの中型1機・小型3機の陣容であり、「おおとり」と「はるかぜ二号」「三号」が東大安田講堂事件警備に参加した。また1973年には、「おおぞら」として、大型のKV-107-IIA-17も導入された。
「はるかぜ」が配備された当初は、江東区深川の民間会社の施設に間借りして運航していたが、1964年4月に江東区深川（現在の辰巳）に東京ヘリポートが完成したことから、同地に基地施設を新設した。そして5月14日には、警視庁航空隊の発隊式が行われた。
警察用航空機の導入当初、警視庁を含む全国の警察では、警務部の装備担当部門がこれを管理し、必要に応じて各部門に貸し出す方式を採ってきた。その後、1989年8月1日の外勤警察運営規則の改正に伴い、警察用航空機による活動は外勤警察活動として位置づけられ、地域部に移管された。その後、災害時の救助活動を円滑に行うため、2021年10月1日の組織改正で警備部に移管された。

## 編制
警ら（パトロール）、事件発生時の情報収集、遭難者の捜索救助など、上空からヘリコプターを使用した警察活動を行っている。特殊救助隊や山岳警備隊の救助活動などを支援することもある。
パイロットは実務1年以上の警察官で、防衛省による適性試験の成績優秀者の中から選ばれる。合格者は入札により委託された外部の教育機関（一部は防衛省）で事業用操縦士の資格を取得する。その後は経験に応じて、各機種の限定変更、計器飛行証明、教育証明など、様々な資格を取得する。
整備士は主に二等航空整備士以上を保持している者を採用試験で採用する。全員が技術職員。

### 組織
活動拠点として東京ヘリポートと立川飛行場内に飛行センターを設置しており、隊本部は東京ヘリポート内（東京都江東区新木場四丁目7番31号）に所在している。
- 隊長（警視）
  - 江東飛行センター（東京ヘリポート）
    - 管理官（兼副隊長）
      - 隊本部
庶務係
会計係
運航企画係
特務係（警察監視活動や救助支援活動を任務とする警察官が所属）
      - 飛行班（機長を務める事業用操縦士の警察官が所属）
      - 整備班

- 立川飛行センター（立川飛行場）

- 管理官（兼副隊長）

- 飛行班
- 整備班

1989年3月から1994年3月まで、飛行船（Skyship 600「はるかぜ」）が配備されていた。当時は立川飛行センターから東に300mほど離れた辺りの旧立川基地跡地が飛行船の係留地として使用されていたが、現在は国文学研究資料館などの敷地となっている。

### 歴代保有機材

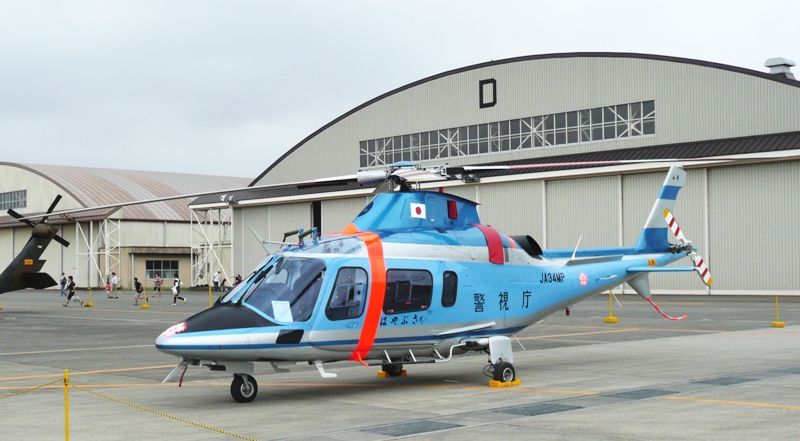
A109E 「はやぶさ4号」(旧塗装)
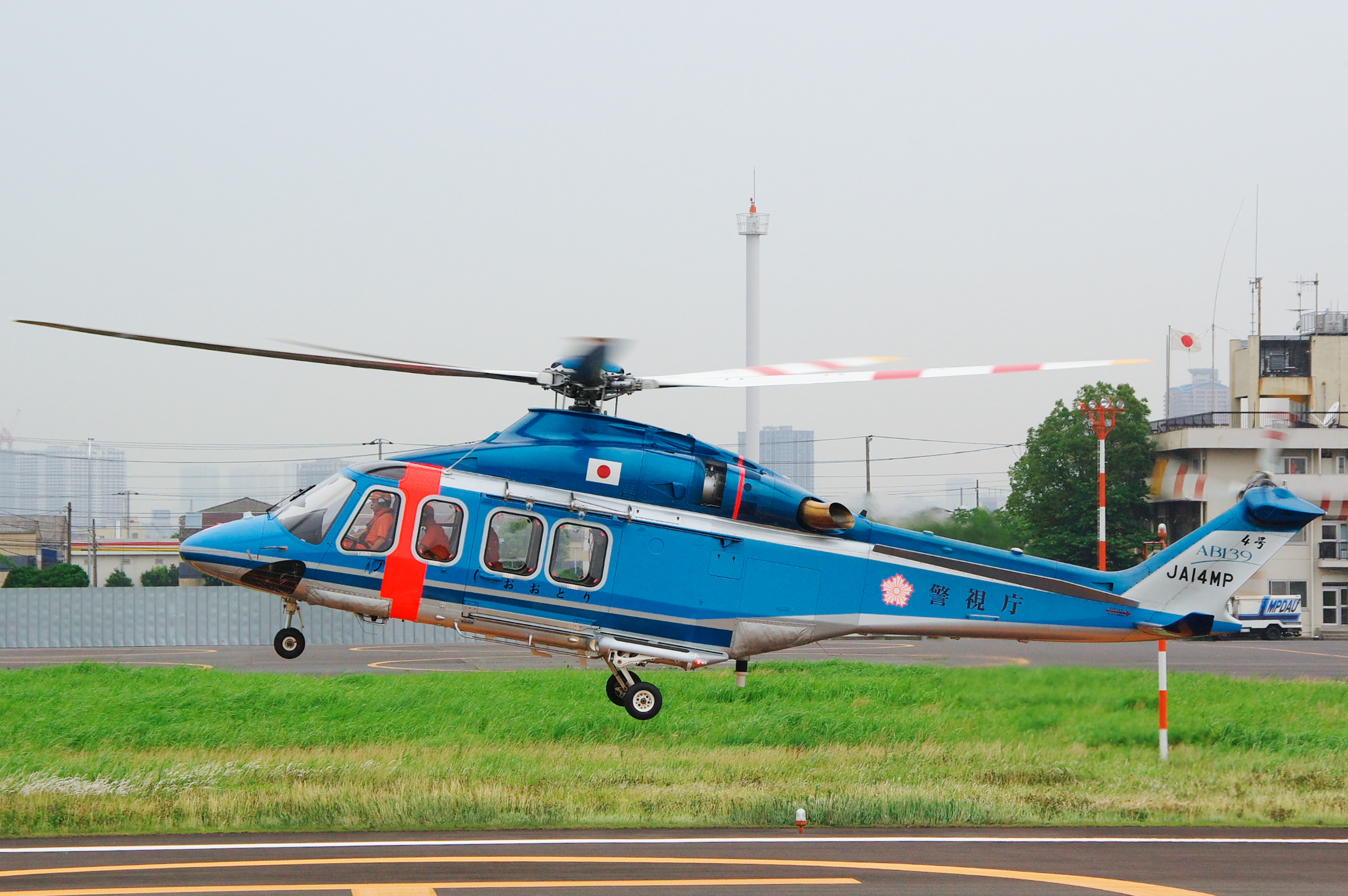
AB139 「おおとり4号」
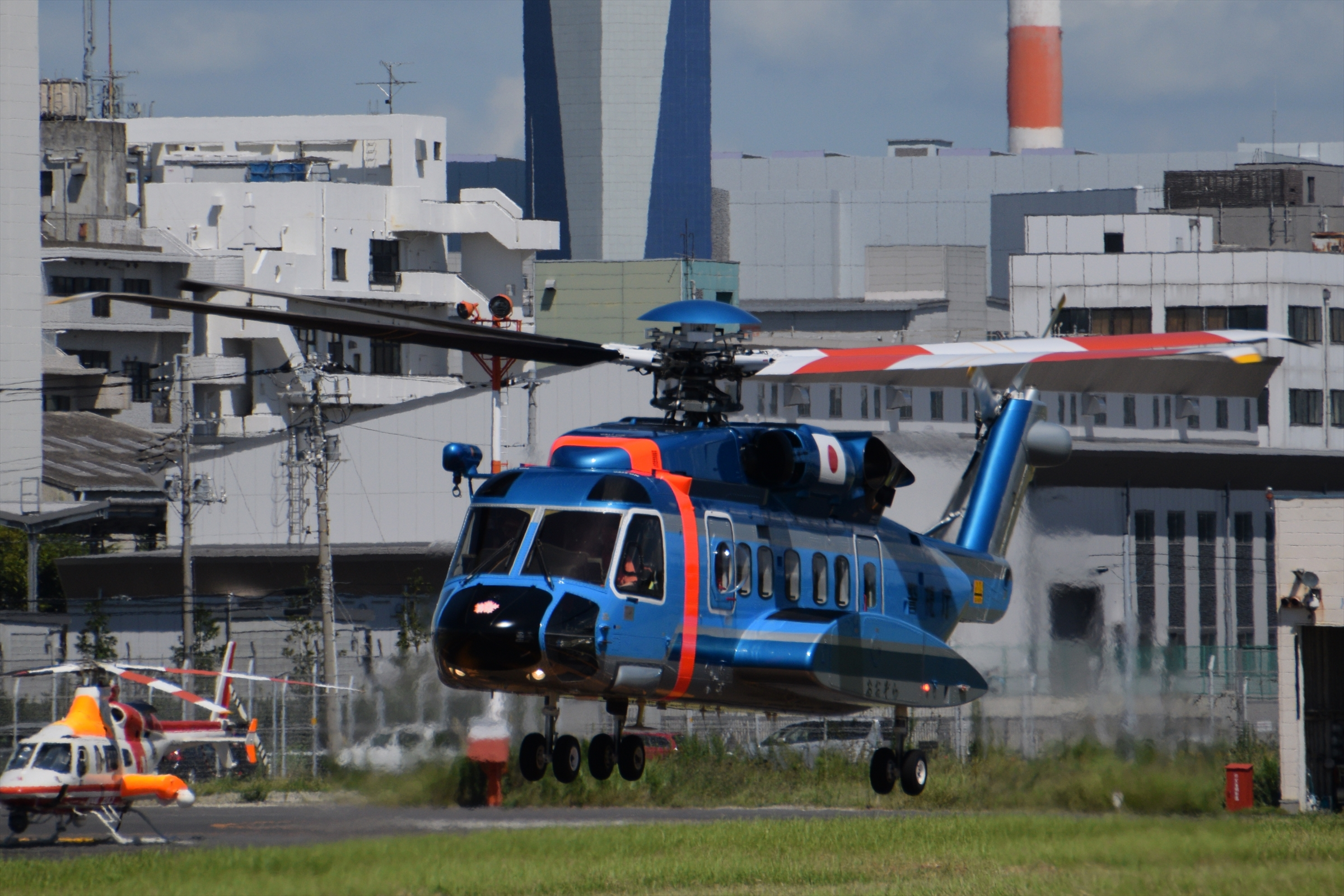
S-92A 「おおぞら2号」
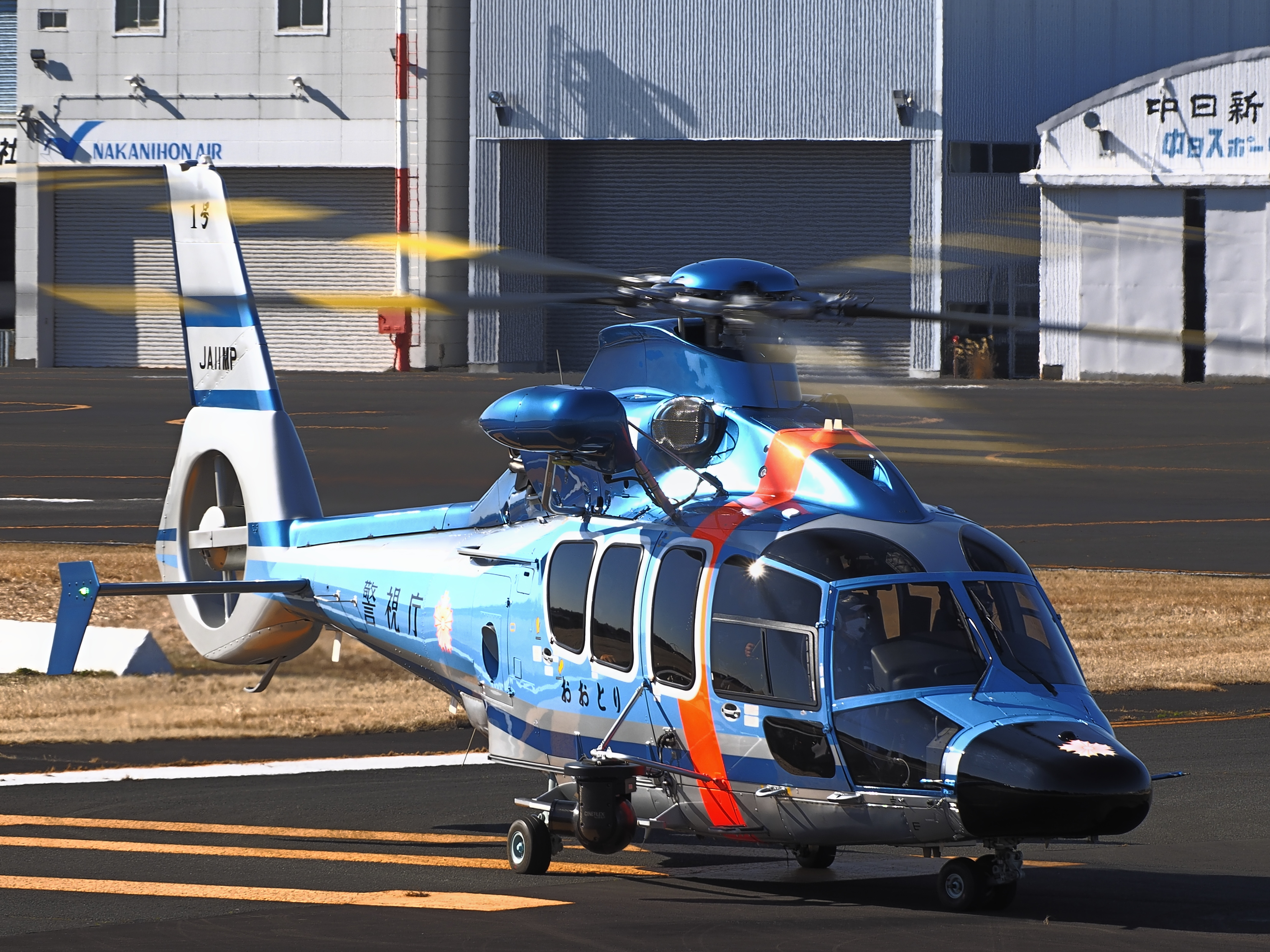
EC 155B1 「おおとり1号」
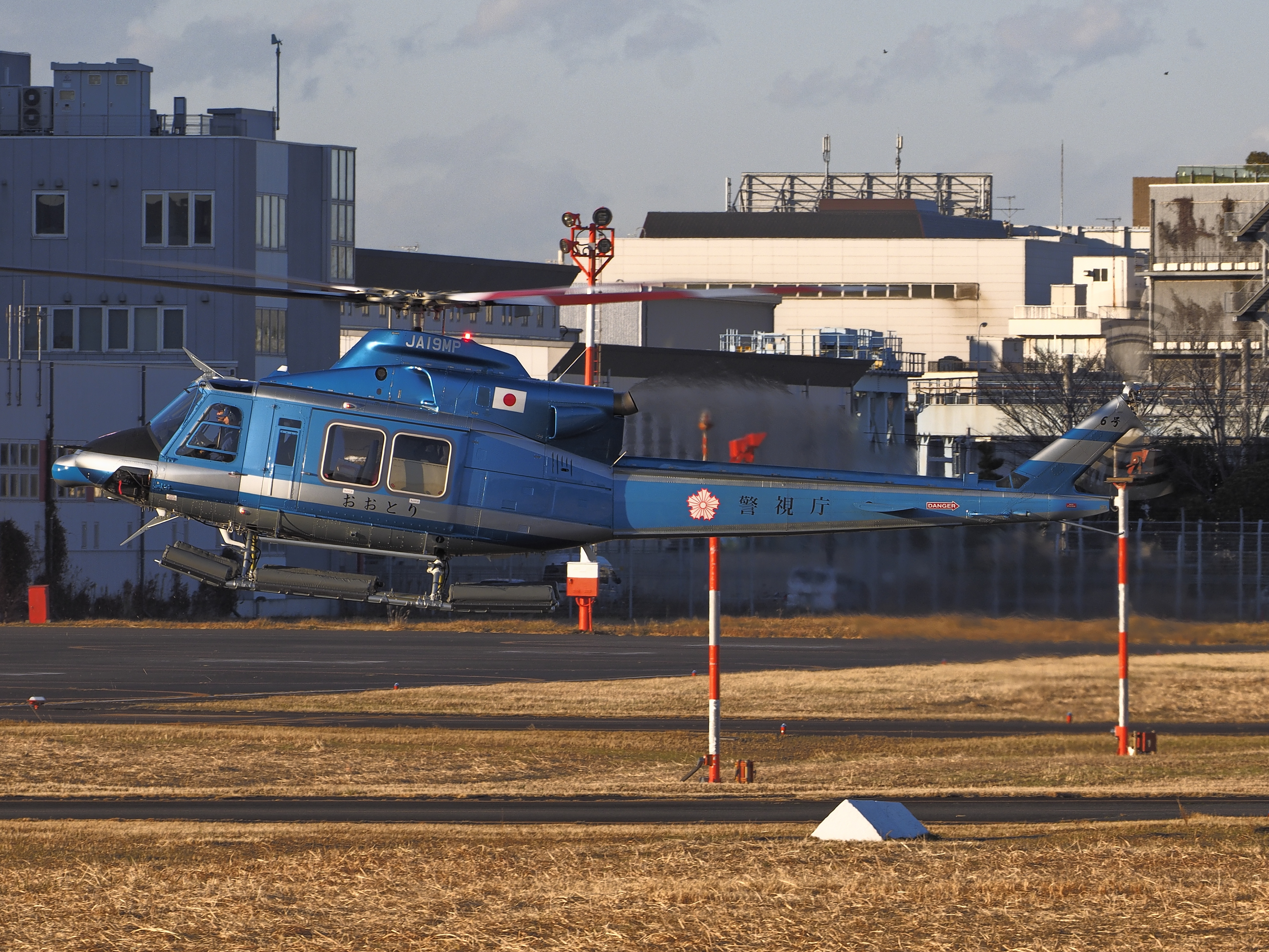
Bell 412EXP 「おおとり6号」
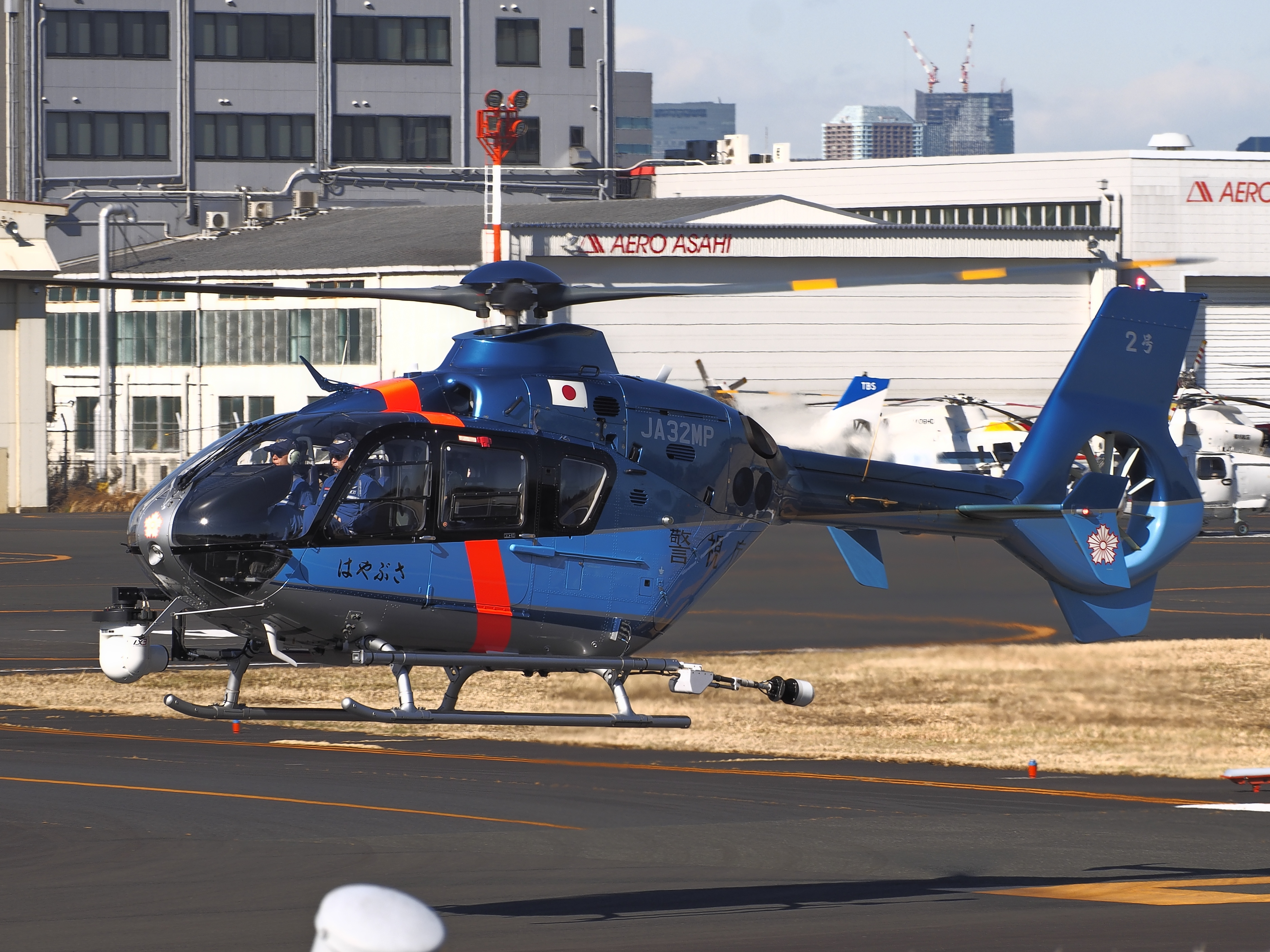
EC 135T2+ 「はやぶさ2号」

| 種別   | 機体記号 | 愛称        | 機種                | 登録       | 定置場           | 廃止       |
| ------ | -------- | ----------- | ------------------- | ---------- | ---------------- | ---------- |
| 飛行船 | JA1006   | はるかぜ    | Skyship 600         | 1989年3月  | ホンダエアポート | 1994年3月  |
| 大型機 | JA9511   | おおぞら1号 | KV-107-IIA-17       | 1973年2月  | 東京ヘリポート   | 2000年2月  |
| 大型機 | JA01MP   | おおぞら1号 | EH 101-510          | 1999年3月  | 立川飛行センター | 2018年6月  |
| 大型機 | JA03MP   | おおぞら1号 | H215（AS 332L1）    | 2021年1月  | 東京ヘリポート   |            |
| 大型機 | JA9678   | おおぞら2号 | AS 332L1            | 1988年3月  | 東京ヘリポート   | 2012年9月  |
| 大型機 | JA02MP   | おおぞら2号 | S-92A               | 2012年4月  | 立川飛行センター | 2020年4月  |
| 中型機 | JA9023   | おおとり1号 | 富士-ベル204B       | 1968年3月  | 東京ヘリポート   | 1984年5月  |
| 中型機 | JA9602   | おおとり1号 | ベル 412            | 1983年12月 | 東京ヘリポート   | 2004年1月  |
| 中型機 | JA11MP   | おおとり1号 | EC 155 B1           | 2004年1月  | 立川飛行センター |            |
| 中型機 | JA9051   | おおとり2号 | 富士-ベル204B       | 1970年9月  | 東京ヘリポート   | 1994年4月  |
| 中型機 | JA6635   | おおとり2号 | ベル 412            | 1990年12月 | 東京ヘリポート   | 2009年6月  |
| 中型機 | JA12MP   | おおとり2号 | AW 139              | 2008年12月 | 東京ヘリポート   |            |
| 中型機 | JA9068   | おおとり3号 | 富士-ベル204B       | 1972年3月  | 東京ヘリポート   | 1993年11月 |
| 中型機 | JA6704   | おおとり3号 | ベル 412            | 1993年1月  | 立川飛行センター | 2013年12月 |
| 中型機 | JA13MP   | おおとり3号 | AW 139              | 2013年2月  | 立川飛行センター |            |
| 中型機 | JA9648   | おおとり4号 | AS 365N             | 1986年10月 | 東京ヘリポート   | 2006年10月 |
| 中型機 | JA14MP   | おおとり4号 | AW 139              | 2006年2月  | 東京ヘリポート   |            |
| 中型機 | JA6726   | おおとり5号 | ベル 412            | 1993年12月 | 立川飛行センター | 2014年10月 |
| 中型機 | JA15MP   | おおとり5号 | EC 155 B1           | 2014年3月  | 立川飛行センター |            |
| 中型機 | JA6786   | おおとり6号 | ベル 412EP          | 1996年3月  | 立川飛行センター | 2016年6月  |
| 中型機 | JA16MP   | おおとり6号 | AW 139              | 2016年2月  | 立川飛行センター | 2020年4月  |
| 中型機 | JA17MP   | おおとり7号 | ベル 412EP          | 1999年1月  | 立川飛行センター |            |
| 中型機 | JA18MP   | おおとり8号 | ベル 412EP          | 1999年12月 | 立川飛行センター |            |
| 小型機 | JA7047   | はるかぜ1号 | 川崎-ベル 47G-2     | 1959年10月 | 東京ヘリポート   | 1976年11月 |
| 小型機 | JA7065   | はるかぜ2号 | 川崎-ベル 47G-2     | 1960年8月  | 東京ヘリポート   | 1972年3月  |
| 小型機 | JA7341   | はるかぜ3号 | 川崎-ベル 47G3B-KH4 | 1962年12月 | 東京ヘリポート   | 1975年1月  |
| 小型機 | JA9065   | はやぶさ1号 | ヒューズ 369        | 1971年7月  | 東京ヘリポート   | 1987年11月 |
| 小型機 | JA31MP   | はやぶさ1号 | ベル 206L-4         | 1998年11月 | 立川飛行センター | 2019年6月  |
| 小型機 | JA36MP   | はやぶさ1号 | A109S トレッカー    | 2019年8月  | 東京ヘリポート   |            |
| 小型機 | JA9094   | はやぶさ2号 | ベル 206B           | 1973年3月  | 東京ヘリポート   | 1993年11月 |
| 小型機 | JA6125   | はやぶさ2号 | ベル 206L-3         | 1993年3月  | 東京ヘリポート   | 2013年12月 |
| 小型機 | JA32MP   | はやぶさ2号 | EC 135 T2＋         | 2013年2月  | 立川飛行センター |            |
| 小型機 | JA9133   | はやぶさ3号 | ベル 206B           | 1974年10月 | 東京ヘリポート   | 1998年9月  |
| 小型機 | JA33MP   | はやぶさ3号 | ベル 206L-4         | 1997年11月 | 立川飛行センター | 2019年6月  |
| 小型機 | JA35MP   | はやぶさ3号 | A109S トレッカー    | 2018年10月 | 立川飛行センター |            |
| 小型機 | JA9158   | はやぶさ4号 | ベル 206B           | 1976年9月  | 東京ヘリポート   | 2000年4月  |
| 小型機 | JA9424   | はやぶさ4号 | ベル 206B           | 1999年8月  | 東京ヘリポート   | 2006年8月  |
| 小型機 | JA34MP   | はやぶさ4号 | A109E パワー        | 2006年1月  | 立川飛行センター |            |
| 小型機 | JA9159   | はやぶさ5号 | ベル 206B           | 1976年9月  | 東京ヘリポート   |            |
| 小型機 | JA9178   | はやぶさ6号 | ベル 206B           | 1998年7月  | 東京ヘリポート   | 2000年4月  |
| 小型機 | JA9424   | はやぶさ7号 | ベル 206B           | 1999年8月  | 東京ヘリポート   | 2006年8月  |

- A109E
「はやぶさ4号」(旧塗装)
- AB139
「おおとり4号」
- S-92A 
 「おおぞら2号」
- EC 155B1
「おおとり1号」
- Bell 412EXP
「おおとり6号」
- EC 135T2+
「はやぶさ2号」